# Ubuntu Server
Ubuntu Server (a volte chiamata Ubuntu Server Edition) è una distribuzione ufficiale di Ubuntu dedicata all'ambito server.

## Caratteristiche
Ubuntu Server fornisce una piattaforma per sviluppare server con numerosissime funzionalità: mail, DNS, web, database o server di file. Una volta installato, non presenta nessun collegamento verso l'esterno e contiene solo ed esclusivamente il software necessario per rendere il server sicuro.
In pochi minuti, il tempo richiesto per il completamento dell'installazione della distribuzione, è possibile avere un server LAMP funzionante. Questa caratteristica, come altre, è direttamente selezionabile in fase di installazione.
In questo modo si semplifica il lavoro di installazione e integrazione di ogni singolo componente del server LAMP, un processo che può richiedere ore e molta competenza nell'ambito della configurazione di ogni singola applicazione. I benefici sono una maggiore sicurezza dovuta a chiare scelte predefinite, un tempo di installazione molto ridotto, un ridotto rischio di mal configurare il server, semplicità negli aggiornamenti (cerca da solo gli aggiornamenti necessari e chiede all'utente se installarli). Il tutto risulta in un minor costo di gestione.
Infine la piattaforma server di Ubuntu ha ricevuto delle certificazioni per IBM DB2 e MySQL.

## Ubuntu Server JeOS
Ubuntu JeOS è una versione del noto Ubuntu Server Edition adatta ad utenti che vogliono installare la nota release di Linux su macchine virtuali come VirtualBox. JeOS, in confronto alle versioni normali, è molto più leggera (occupa circa 150-200 MB) ed è solo disponibile per computer con architettura x86.
La versione a 64 bit, in ext4, è decisamente più veloce e senza blocchi che si voglia provare sia versione terminal che in desktop.